# پگماتیت

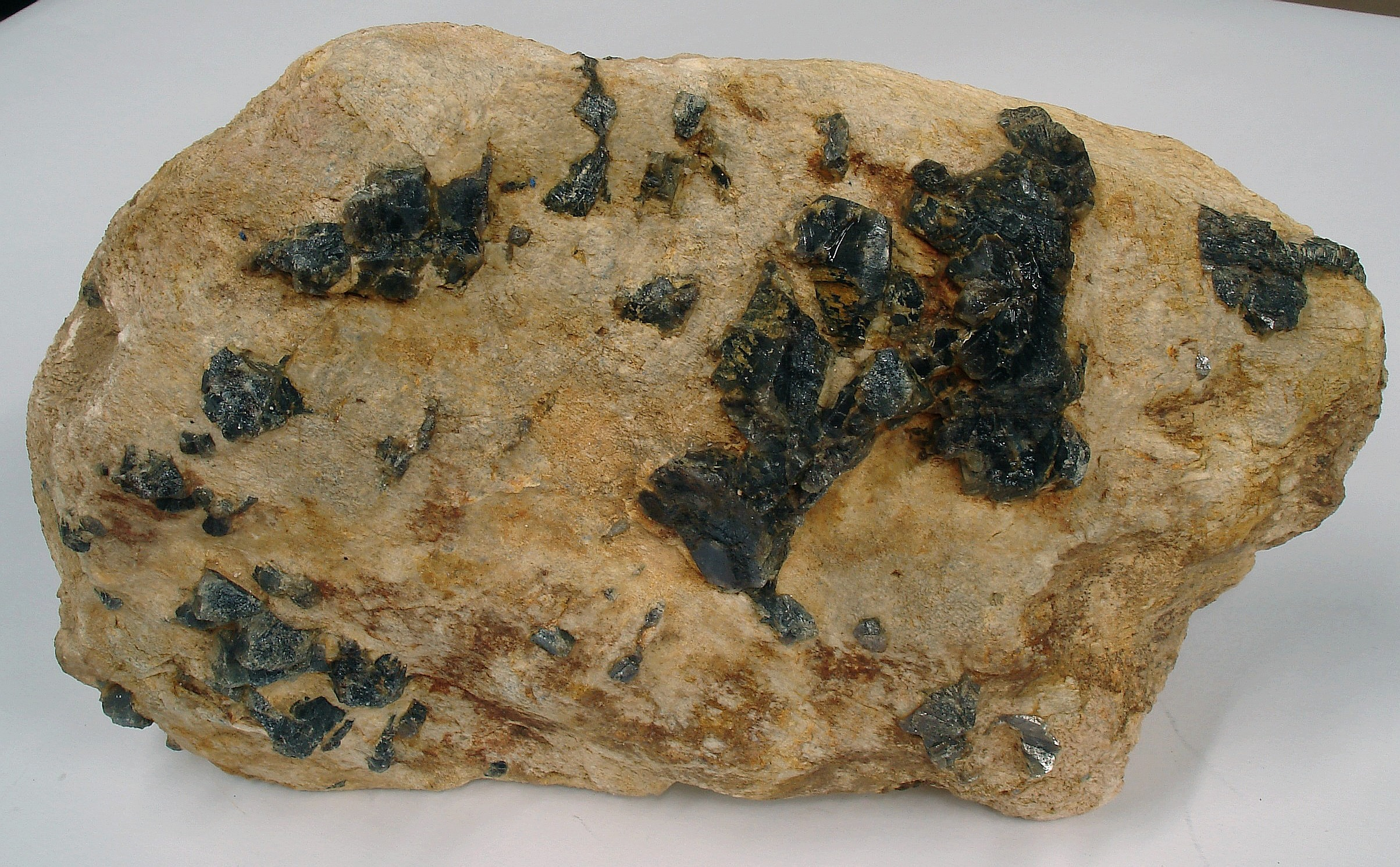
پگماتیت با بلورهای آبی کوراندوم.

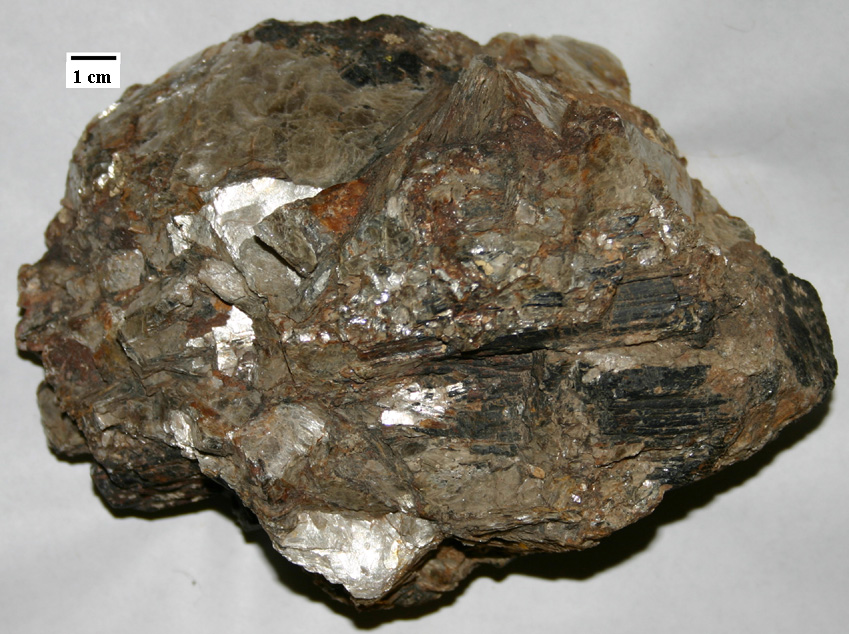
پگماتیت.

پگماتیت (pegmatite) یک نوع سنگ آذرین درونی است که به طور کامل متبلور شده و اندازهٔ بلورهای آن بزرگتر از ۲٫۵ سانتیمتر می‌باشد. بیشتر پگماتیت‌ها از کوارتز، میکا و فلدسپات (مانند گرانیت) و در موارد نادرتر از کانی‌های مافیک مانند آمفیبول، پلاژیوکلاژ کلسیم‌دار، پیروکسن تشکیل شده‌اند. مهمترین شناسه پگماتیت‌ها اندازهٔ بلوری آنها می‌باشد که این بلورها معمولاً بزرگتر از ۵ سانتیمتر هستند. در بعضی مواقع هم تک بلورهایی بزرگتر از ۱۰ متر پیدا شده‌اند بطوریکه بزرگترین بلور جهان نیز در یک پگماتیت پیدا شده است.نحوه تشکیل:در صورتی که پس از تبلور بخش اعظم ماگما.مقدار آب ومواد فرّار مانند کربن دی اکسید فراوان باشد .شرایط برای رشد بلورتشکیل دهنده سنگ  فراهم وبلور بسیار درشت رامی سازد که همان پگماتیت است.

## توضیح عمومی

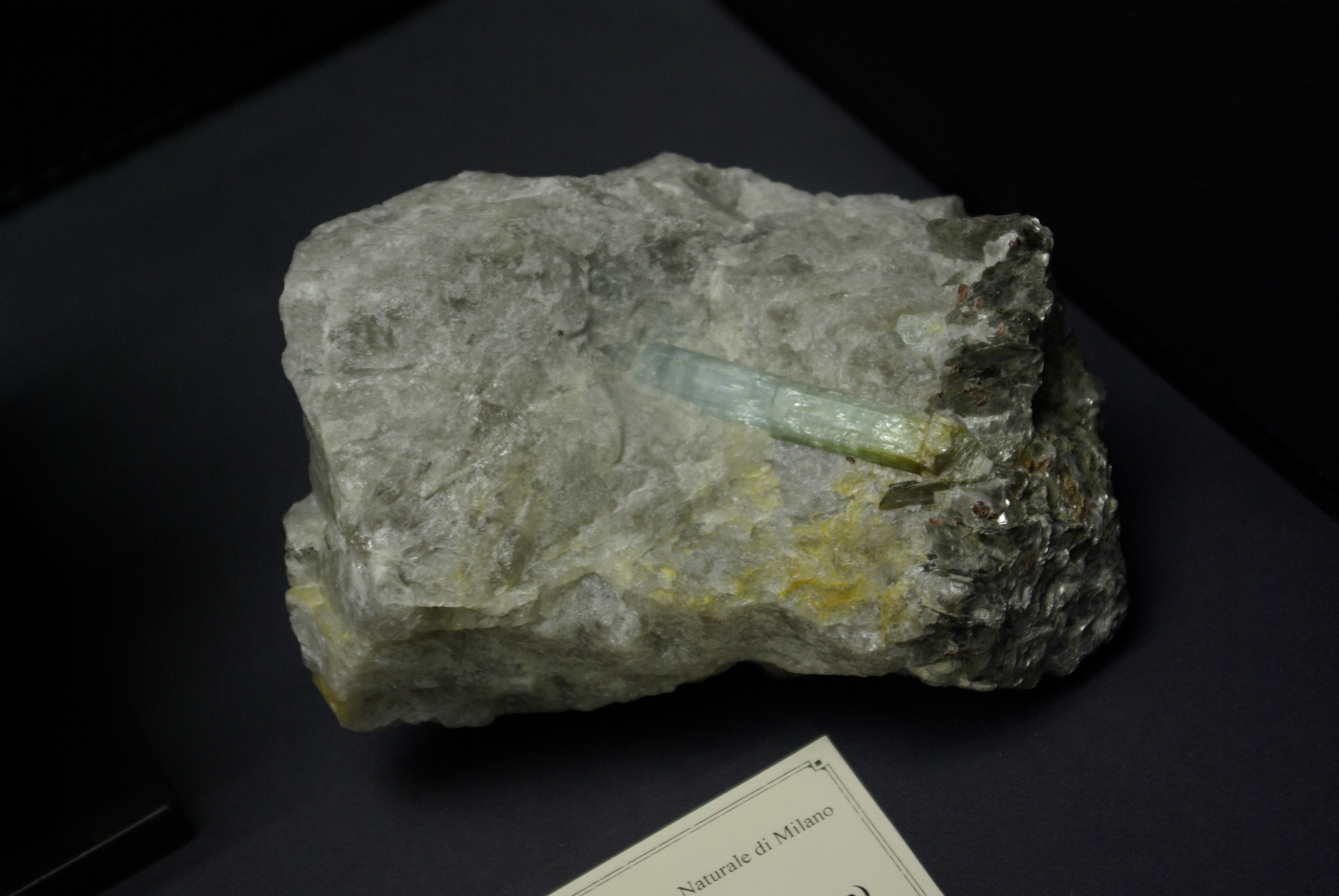
پگماتیت

با توجه به یک خاصیت تنها نمی‌توان گفت که یک سنگ پگماتیت می‌باشد بلکه برای این تشخیص باید از معیارهای خاصی استفاده کنیم. یکی از این معیارهای تشخیص اندازهٔ خیلی بزرگ بلورها در این سنگ‌های آذرین می‌باشد.
پگماتیت‌ها سنگ‌های تمام بلورینی هستند که حداقل برخی از بلورهای آن بسیار درشت بوده و همین درشتی بلورها معیار تشخیص آنها نسبت به سنگهای درونی است. پگماتیت‌ها محصول باقیمانده تبلور بخشی از مذاب‌ها هستند که از نظر سیلیس، آلومین، قلیایی‌ها، آب، مواد فرار و عناصر فرعی و جزئی که به هر دلیل در مراحل قبلی نتوانسته‌اند وارد ساختمان بلورین کانی‌ها شوند، غنی شده‌اند. به دلیل وجود مواد فرّار و آب، گرانروی مذاب پگماتیت بسیار کم بوده و فشار مواد فرّار نیز به توان آن برای تزریق شدن در داخل سطوح و شکستگی‌ها می‌افزاید.
پگماتیت‌ها اکثراً همراه گرانیت‌ها بوده و عمدتاً شامل کوارتز، فلدسپات، مسکوویت و در مواردی بیوتیت (ترکیبی مشابه گرانیت) است. مهمترین تفاوت در اندازه بلورها و تفاوت‌های بافتی است. پگماتیت‌ها بر اساس ساخت به دو گروه ساده و پیچیده تقسیم می‌شوند.
در نوع ساده مهمترین کانی‌های اقتصادی، کوارتز و فلدسپات هستند. در صورتی که اهمیت پگماتیت‌های پیچیده به دلیل حضور عناصر و کانی‌های نادر است. به‌طور کلی دمای تشکیل پگماتیت‌ها ۷۰۰ تا ۵۰۰ درجه سانتیگراد است.

## سنگ‌شناسی
سرعت تشکیل بلور در پگماتیت‌ها باید خیلی زیاد باشد تا اجازه دهد که این بلورهای بزرگ در فشار زیاد پوستهٔ زمین رشد کنند. به همین دلیل یک سری فرایندهای خاص برای مکانیزم رشد پکماتیت‌ها وجود دارد مانند:
- فشار زیاد آب و بخار که شرایط جدایش کانی‌ها را مؤثرتر می‌کند. درصد زیاد عناصری مانند بور و لیتیوم که دمای انجماد ماگما یا بخار را پایین می‌آورند.

## کانی‌شناسی
در پگماتیت‌ها معمولاً" کانی‌هایی مانند فلدسپات، میکا، و کوارتز یا اصطلاحاً کانی‌های گرانیتی وجود دارد که کانی‌شناسی پگماتیت‌ها به آنها مربوط می‌شود.

## اهمیت اقتصادی
پگماتیت‌ها به علت داشتن کانی‌های نادری مانند تنگستن و سنگ‌های قیمتی مانند آکوامارین، تورمالین، توپاز، فلوریت، آپاتیت و کروندوم دارای اهمیت زیادی می‌باشند. پگماتیت‌ها منبع اصلی لیتیوم هستند. چه به صورت اسپودومن، چه به صورت لیتوفیلیت. از طرفی دیگر، بیشتر ذخایر برلیوم نیز از بریل‌های پگماتیتی می‌باشد. عناصر دیگری مانند بیسموت، مولیبدن، قلع، و عناصر کم‌یابی مانند تانتالیوم و نئوبیم نیز از پگماتیت‌ها 
به دست می‌آیند.